# Kloster Krummin

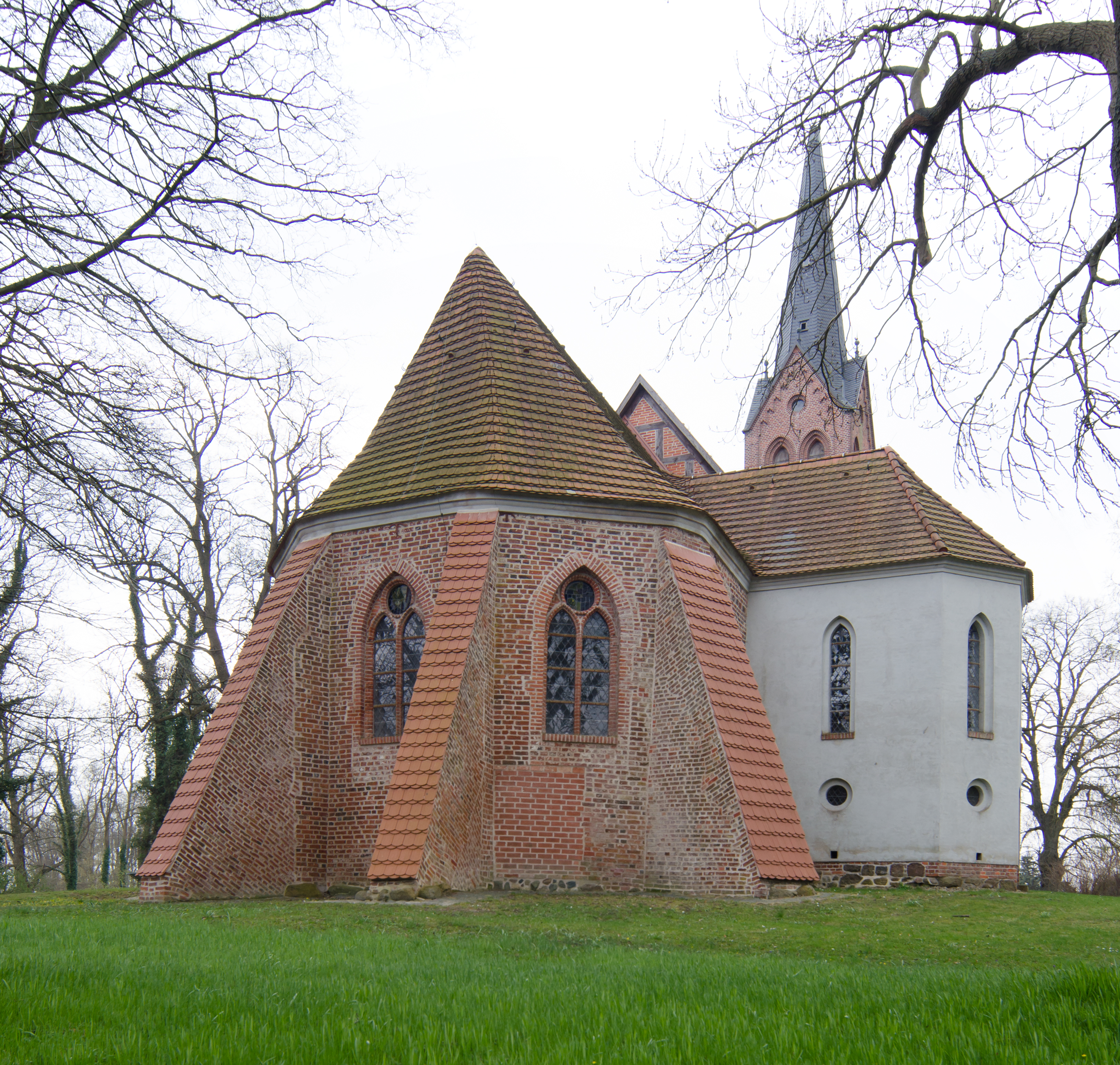
Chor mit nördlichem Anbau (2014)

Das Kloster Krummin war ein Zisterzienserinnenkloster, das vom 14. bis zum 16. Jahrhundert in Krummin im Nordteil der Insel Usedom bestand.

## Geschichte
Das Kloster wurde ab 1302/1303 als Filiale des Zisterzienserinnenklosters Wollin errichtet. Die abweichende, zuerst von Daniel Cramer genannte Annahme, das Kloster sei bereits 1289 durch Herzog Otto I. gegründet worden, wurde bereits durch Hermann Hoogeweg als unbelegt zurückgewiesen. Herzog Bogislaw IV. von Pommern hatte das ihm im Teilungsvertrag von 1295 zugefallene Land Bukow mit dem Gnitz im Mai 1302 seiner damals zehnjährigen Tochter Jutta und den übrigen Nonnen des Wolliner Klosters geschenkt. Die Schenkung war mit der Bedingung einer Neugründung eines Zisterzienserinnenklosters auf der westlichen Seite der Insel Usedom verknüpft, die wahrscheinlich bald darauf erfolgte. Krummin hatte nach kurzer Zeit einen besseren Stand als Wollin, denn Wollin war kein reiches Kloster. Bereits vor Mai 1303 wurde der Besitz zwischen den beiden Klöstern aufgeteilt. Erneute Besitzstreitigkeiten konnten 1305 beigelegt werden, hatten aber die endgültige Lossagung des Tochterklosters Krummin vom Mutterkloster in Wollin zur Folge, wobei die Swine die Grenze bildete. Jutta, die Herzogstochter, trat sehr jung in das neue Krumminer Kloster ein, nachdem sie schon zuvor drei Jahre im Kloster Wollin gelebt hatte. Die Neugründung des Klosters stand anscheinend in Zusammenhang mit der geistlichen Laufbahn jener Jutta, die 1323 Äbtissin wurde.
Die zwischen 1260 und 1270 errichtete Krumminer Dorfkirche der Landschaft Buckow wurde zur Klosterkirche erweitert. Das Kloster besaß neben dem Patronat der Kloster- und Pfarrkirche dort weitere Vikarien und das Präsentationsrecht über zwei Altarstiftungen.

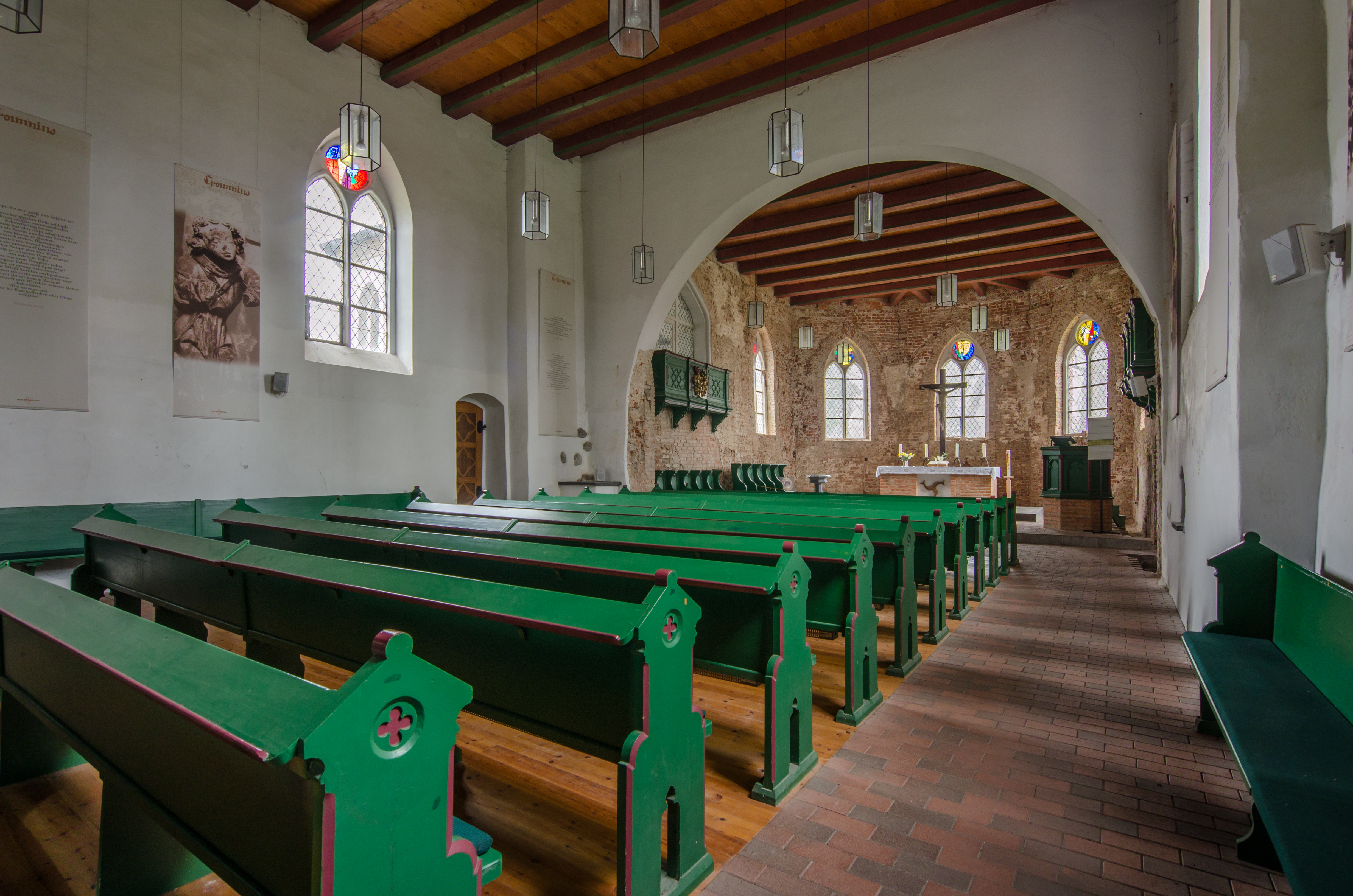
Michaelis-Kirche Innenraum (2014)

Das Kloster Krummin war neben dem wenige Jahre später nach Pudagla verlegten Kloster Grobe das zweite auf Usedom ansässige Kloster. In erster Linie diente es zur standesgemäßen Versorgung unverheirateter Töchter des pommerschen Landadels. Von fünf dem Kloster zugeordneten Äbtissinnen ist die für 1305 nur durch Johann Joachim Steinbrück genannte Barbara von Gützkow nicht urkundlich belegt. Dem Greifenhaus gehörten an: Jutta, eine Tochter Bogislaws IV., Äbtissin von 1323 bis 1336, und Elisabeth, Tochter Wartislaws IX., Äbtissin von 1442 bis 1455. Außerdem werden für 1386 Abele Warschow, aus einer Greifswalder Ratsherrenfamilie, und für 1400 Anna Cäcilie von Mansfeld genannt. In Krummin war die Äbtissin nicht gleichzeitig die Leiterin des Konvents. Diese Rolle hatte bis 1503 die Priorin inne.

## Wirtschaftliche Verhältnisse
Der Klosterbesitz erstreckte sich, mit Ausnahme des Gnitz, auf dem die Familie von Lepel ansässig war, auf den gesamten Nordwesten der Insel Usedom. Nach Osten hin erstreckte er sich bis Tzys, dem heutigen Zinnowitz. Dort befand sich auch eine so genannte Gnadenstätte. Die wahrscheinlich im 14. Jahrhundert schon vorhandene, aber erst im 15. Jahrhundert urkundlich erwähnte Kapelle, die der Himmelskönigin Maria geweiht war, stand mit dem Brauchtum der örtlichen Landbevölkerung in Zusammenhang. Der von den Bauern am Dreikönigstag durchgeführte nächtliche Umzug mit Kerzen und Lichtern wurde schließlich durch Philipp I., den ersten evangelischen Herzog Pommerns, verboten.
Weitere Besitzungen mit umfangreichem Streubesitz wurden im Lauf der Zeit auf dem Festland in der Gegend um Wolgast erworben. Dazu gehörte unter anderem Hohendorf, das 1473 der Familie von Neuenkirchen abgekauft wurde. Nach 1480 erhielt das Kloster über den Pfarrer von Krummin acht Bücher, darunter Jacobus de Voragine und eine Passionale. 1521 bewahrte man in der baufälligen Garvenkammer Kelche, Bücher, Messgewänder und Kleinodien auf.
Das Kloster Krummin als Nonnenkloster war in mancher Hinsicht von dem ebenfalls auf Usedom gelegenen Kloster Pudagla, einem Mönchskloster, abhängig. Nach einer durch Johann Joachim Steinbrück überlieferten Nachricht ließ ein Abt Heinrich von Pudagla, wohl der von 1394 bis 1435 regierende Abt Heinrich Wittenburg, im Kloster Krummin ein als wundertätig verehrtes Bild der Mechthild entfernen, um dem damit verbundenen Aberglauben zu wehren. Dieser Vorfall zeugt von Reformbestrebungen in den römisch-katholischen Klöstern Pommerns bereits vor der Reformation.  Um 1440 und 1521 wurde bemerkt, dass die Kirche sehr baufällig war. 1529 ereignete sich in Krummin ein Brand, der auch im Kloster großen Schaden anrichtete. Das Kloster musste danach einen Kredit, verbunden mit einer Memorienstiftung, aufnehmen.

## Auflösung und weitere Nutzung
Der Auflösung der Klöster, auch auf der Insel Usedom, ging in der Regel eine Visitation voraus, die nach den von dem pommerschen Reformator Johannes Bugenhagen entworfenen Grundsätzen erfolgte und in der Kirchenordnung von 1535 unter dem Abschnitt Der Visitatorn ampt festgeschrieben war. Ob die pommerschen Frauenklöster in Zuchtschulen und Versorgungsanstalten für adlige Fräulein umgewandelt wurden oder aufzulösen waren, blieb noch viele Jahre ungeklärt. Viel schwieriger war es in Krummin, wo erst gar nicht das Privileg der Weiterführung erteilt wurde.
Über die Durchführung der Reformation im Krummin ist wenig bekannt. Erst 1563 visitierte Herzog Johann Friedrich das Kloster und legte es zum Amte Wolgast. Die Besitzungen auf dem Festland wurden der Universität Greifswald übereignet. Der Inselbesitz mit den Gütern wurde dem herzoglichen Amt Wolgast unterstellt. In den Akten des Wolgaster Archivs haben sich Inventare zum Vieh, zum Vorrat, zu Geräten sowie Verzeichnisse zum Gesinde und deren Besoldung erhalten. Bei der Registrierung des Jungfernclosters Crummin anno 1562 wurden die Einkünfte aus Verpachtungen und der Wolgaster Fähre genauestens registriert.
Offenbar verließen nur wenige Nonnen das Kloster, denn 1563 lebten noch sieben Nonnen mit ihrer Priorin Sophie von Köller. Darunter waren die bereits betagte Anna von Lepel, Katharina von Bützow, Anna vom Rade, Gertrud von Köller, Ilsebe und die junge Anna von Lepel, die offenbar während der Reformationszeit noch in das Kloster eingetreten war.
Nach Verhandlungen zwischen Kanzler und Hofmarschall mit der Priorin wurde erreicht, dass die Nonnen wegen ihres hohen Alters nicht wie vorgesehen nach Verchen ziehen müssen. Mit Auflösung des Konvents erhielten sie ein lebenslanges Bleiberecht. Die Klausurgebäude, mit Ausnahme der noch heute bestehenden St. Michaelskirche, verfielen und wurden im Laufe des Dreißigjährigen Krieges abgerissen. Krummin wurde zu einem Landgut. Das Wolgaster Amt richtete hier ein Vorwerk ein.

## Persönlichkeiten
Die Liste der Persönlichkeiten des Klosters Krummin führt Personen auf, die im Kloster gelebt und gewirkt haben und dort leitende Funktionen innehatten.

### Äbtissinnen
- 1302–1326 Barbara Gräfin von Gützkow,[14]
- 1323–1336 Jutta, die Tochter Bogislaws IV., Schwester Wartislaws IV.[15]
- erwähnt 1386 Abele Warschow,[16]
- erwähnt 1400 Anna Cäcilie Gräfin von Mansfeld,[17]
- 1442–1455 Elisabeth, Tochter Barnims VI., 1473 als Äbtissin des Klosters Bergen auf Rügen verstorben.[18]
- erwähnt 1503 Elisabeth,[19]

### Priorinnen
- erwähnt 1390 Katharina von Lepel[20]
- erwähnt 1434 Gehse von Lepel[21]
- 1442–1445 Gisela von Mentzelin[22]
- 1461–1467 Sophie Steding[23]
- 1473–1480 Mathilde Burmeister[24]
- erwähnt 1481 Brigitte Reiche, lebte 1502 noch als alte Priorin[25]
- 1502–1505 Gertrud von Köller[26]
- 1521–1525 Margarete Owstin, lebte 1529 noch als alte Priorin
- 1529–1563 Sophie Köller,[27]

### Subpriorin und Unterpriorin
- erwähnt 1390 Abele Schlatekow[28]
- 1462–1463 Katharina Paschedag,[29]
- 1465–1474 Brigitte Reiche,[30]
- 1480–1481 Sophie von Schwerin,[31]
- 1502–1504 Margarete Kremer,[32]
- 1529–1530 Katharina von Schwerin,[33]

### KämmerinDelemestersche
- 1443–1445 Hille Gnatschow,[34]

### Pfarrer und  Pröpste
- 1230–0000 Pfarrer Gozwin[35]
- 1302–0000 Pfarrer Hartwig[36]
- 1390–0000 Propst Paul von der Lancken[37]
- 1390–0000 Pfarrer Berthold Bertholdi[38]
- 1396–0000 Propst Johann Magni[39]
- 1434–1445 Propst Michael Voge[40]
- 1462–1481 Propst Jacob Glammbeck[41]
- 1496–0000 Propst Mathias Hane[42]
- 1502–1504 Propst Peter Dudeske[43]
- 1519–0000 Pfarrer Mathias Rover[44]
- 1521–1523 Propst Albert von Rethen[45]
- 1529–1530 Propst Joachim von Schwerin[46]
- 1550–0000 Pfarrer Anton Rambatz, nahm die Reformation an und heiratete
- 1560–0000 Pfarrer Simon Bohese[47]
- 1560–0000 Pfarrer Petrus Moller[48]
- 1563 Michael Friderice, unter ihm wurde das Kloster endgültig aufgehoben[49]

### Gedruckte Quellen
- Pommersches Urkundenbuch (PUB)

### Ungedruckte Quellen
- Originalurkunden des Krumminer Klosters, 1302–1563. (Krumminer Urkunden)[50]